# Gnathothlibus erotoides
Gnathothlibus erotoides är en fjärilsart som beskrevs av Hans Daniel Johan Wallengren 1860. Gnathothlibus erotoides ingår i släktet Gnathothlibus och familjen svärmare. Inga underarter finns listade i Catalogue of Life.